# ورنر ماتل
ورنر ماتل (انگلیسی: Werner Mattle؛ زادهٔ ۶ نوامبر ۱۹۴۹) اسکی‌باز آلپاین اهل سوئیس است.